# Jihongtan Shuiku
Jihongtan Shuiku (kinesiska: 棘洪滩水库) är en reservoar i Kina. Den ligger i provinsen Shandong, i den östra delen av landet, omkring 290 kilometer öster om provinshuvudstaden Jinan. Jihongtan Shuiku ligger 8 meter över havet. Arean är 14,3 kvadratkilometer. Trakten runt Jihongtan Shuiku består till största delen av jordbruksmark. Den sträcker sig 4,9 kilometer i nord-sydlig riktning, och 3,8 kilometer i öst-västlig riktning.
Genomsnittlig årsnederbörd är 771 millimeter. Den regnigaste månaden är juli, med i genomsnitt 247 mm nederbörd, och den torraste är januari, med 12 mm nederbörd.